# Первинний гіперальдостеронізм
Первинний гіперальдостеронізм або синдром Конна, відноситься до надлишкового виробництва гормону альдостерону наднирковими залозами, що призводить до низького рівня реніну та високого кров'яного тиску. Ця аномалія викликана гіперплазією або пухлинами. Багато хто відчуває втому, дефіцит калію та високий кров'яний тиск, що може спричинити поганий зір, сплутаність свідомості або головний біль. Симптоми також можуть включати: м'язові болі та слабкість, м'язові спазми, біль у попереку та боці з боку нирок, тремтіння, відчуття поколювання, запаморочення/вертиго, ніктурію та надмірне сечовипускання. Серед ускладнень — серцево-судинні захворювання, такі як інсульт, інфаркт міокарда, ниркова недостатність і порушення серцевого ритму.
Первинний гіперальдостеронізм має ряд причин. Близько 33 % випадків пов'язані з аденомою надниркових залоз, які виробляють альдостерон, і 66 % випадків пов'язані зі збільшенням обох надниркових залоз. Інші незвичайні причини включають рак надниркових залоз і спадковий розлад під назвою сімейний гіперальдостеронізм. Деякі рекомендують обстежувати людей із високим кров'яним тиском, які належать до групи підвищеного ризику, тоді як інші рекомендують обстежувати всіх людей із високим кров'яним тиском на предмет захворювання. Скринінг зазвичай проводиться шляхом вимірювання співвідношення альдостерону до реніну в крові (ARR) при виключенні препаратів, що заважають, і калію в сироватці крові понад 4, з подальшим тестуванням, що використовується для підтвердження позитивних результатів. Хоча низький рівень калію в крові класично описується як первинний гіперальдостеронізм, він присутній лише приблизно у чверті людей. Щоб визначити основну причину, проводиться медична томографія.
Деякі випадки можна вилікувати шляхом видалення аденоми хірургічним шляхом після локалізації з забором проб вен надниркових залоз. Одна надниркова залоза також може бути видалена в тих випадках, коли збільшена тільки одна. У випадках, викликаних збільшенням обох залоз, лікування зазвичай проводиться за допомогою препаратів, відомих як антагоністи альдостерону, таких як спіронолактон або еплеренон. Інші ліки від високого кров'яного тиску та дієта з низьким вмістом солі, наприклад дієта DASH також може знадобитися. Деяких людей із сімейним гіперальдостеронізмом можна лікувати стероїдом дексаметазоном.
Первинний альдостеронізм присутній приблизно у 10 % людей з високим кров'яним тиском. Зустрічається частіше у жінок, ніж у чоловіків. Часто це починається у людей у віці від 30 до 50 років. Синдром Конна названий на честь Джерома У. Конна (1907—1994), американського ендокринолога, який у 1955 році вперше описав аденоми як причину захворювання.

## Ознаки та симптоми
Ознаки цього захворювання проявляються слабо. У них може періодично виникати м'язова слабкість, м'язові спазми, відчуття поколювання або надмірне сечовипускання. Високий артеріальний тиск, прояви м'язових судом (внаслідок гіперзбудливості нейронів на фоні низького рівня кальцію в крові), м'язова слабкість (внаслідок гіпозбудливості скелетних м'язів на фоні гіпокаліємії) та головні болі (через низький рівень калію в крові або високий кров'яний тиск).
Вторинний гіперальдостеронізм часто пов'язаний із зниженням серцевого викиду, що пов'язано з підвищеним рівнем реніну.

## Причини
Умова зумовлена:

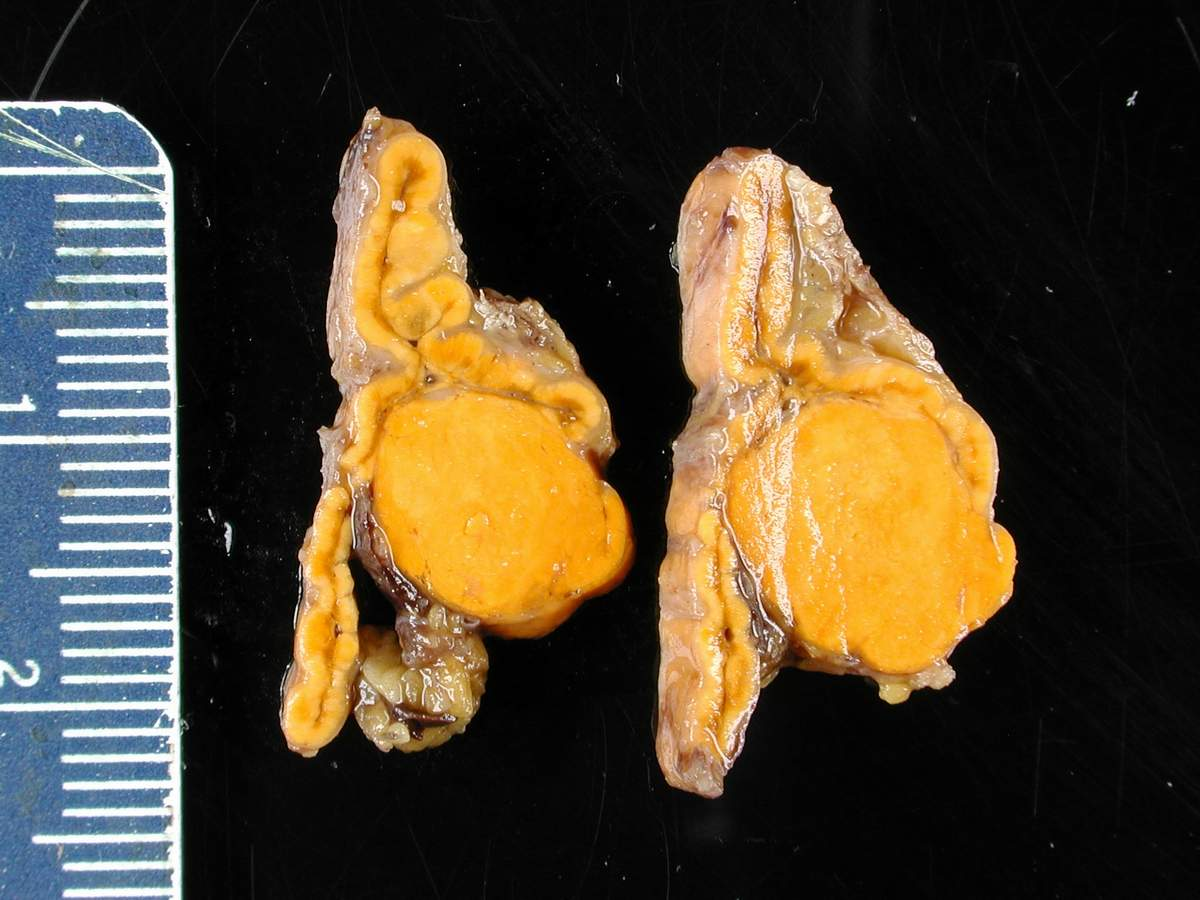
Два зрізи надниркової залози з кортикальною аденомою від людини з синдромом Конна

- Двостороння ідіопатична (мікронодулярна) гіперплазія надниркових залоз : 66 % випадків
- Аденома надниркових залоз (хвороба Конна): 33 % випадків
- Первинна (одностороння) гіперплазія надниркових залоз: 2 % випадків
- Адренокортикальна карцинома, що продукує альдостерон: <1 % випадків
- Сімейний гіперальдостеронізм (СГ)
  - Глюкокортикоїдний альдостеронізм (СГ типу I): <1 % випадків
  - СГ типу II (APA або IHA): <2 % випадків
- Ектопічна аденома або карцинома, що продукує альдостерон: < 0,1 % випадків

### Генетика
40 % людей з аденомальною аденою, що продукує альдостерон, мають соматичні мутації посилення функції в одному гені Цей ген мутує у спадкових випадках раннього початку первинного альдостеронізму та двосторонньої гіперплазії надниркових залоз, хоча і рідше. Ці мутації, як правило, виникають у молодих жінок з аденомою в кортизолі, що виділяє zona fasciculata. Аденоми без цієї мутації, як правило, виникають у літніх чоловіків з резистентною гіпертензією. 
Інші гени, які зазвичай мутують в альдостероні, що продукують аденоми: ATP1A1 ATP2B3, CACNA1D, і CTNNB1.

## Патофізіологія
Альдостерон впливає на більшість або всі клітини організму, але, клінічно, найважливіша дія відбувається в нирках, на клітинах пізнього дистального звивистого канальця та медулярної збірної протоки. У головних клітинах альдостерон підвищує активність натрій-калієвої АТФ-ази базолатеральної мембрани та апікальних епітеліальних натрієвих каналів ENaC, а також калієвих каналів ROMK. Ці дії збільшують реабсорбцію натрію і секрецію калію. Оскільки реабсорбується більше натрію, ніж виділяється калію, це також робить просвіт більш електрично негативним, змушуючи хлорид слідувати за натрієм. Потім вода слідує за натрієм і хлоридом шляхом осмосу. При синдромі Конна ці дії викликають збільшення позаклітинного об'єму натрію та рідини та зменшення позаклітинного калію. Альдостерон також діє на інтеркальовані клітини, щоб стимулювати апікальну протонну АТФазу, викликаючи секрецію протонів, яка підкислює сечу та підлужнює позаклітинну рідину. 
Таким чином, гіперальдостеронізм викликає гіпернатріємію, гіпокаліємію та метаболічний алкалоз.
Відомий той факт, що альдостерон стимулює натрій-калієву АТФ-азу в м'язових клітинах, збільшуючи внутрішньоклітинний калій, а також посилюючи реабсорбцію натрію в кишечнику та нефроні, можливо, через широку стимуляцію натрій-калієвої АТФ-ази. Нарешті, епітеліальні клітини проток потових залоз і дистальної поверхні товстої кишки реагують точно так само, як і основні клітини нефрону. Ці реакції важливі для адаптації до клімату та як причина запору з підвищеним рівнем альдостерону.
Затримка натрію призводить до збільшення об'єму плазми та підвищення артеріального тиску. Підвищення артеріального тиску призведе до збільшення швидкості клубочкової фільтрації та спричинить зниження реніну, що вивільняється з зернистих клітин юкстагломерулярного апарату в нирках, зменшуючи реабсорбцію натрію та повертаючи ниркову екскрецію натрію майже до нормального рівня, дозволяючи натрію «втекти» від впливу мінералокортикоїди (також відомий як механізм виходу альдостерону при первинному гіперальдостеронізмі, якому також сприяє підвищення рівня ANP). Якщо є первинний гіперальдостеронізм, зниження реніну (і подальше зниження рівня ангіотензину II) не призведе до зниження рівня альдостерону (дуже корисний клінічний інструмент у діагностиці первинного гіперальдостеронізму).

## Діагностика
Скринінг може бути розглянутий у людей з високим кров'яним тиском з низьким рівнем калію в крові, високим кров'яним тиском, який важко піддається лікуванню, іншими членами сім'ї з таким же станом або масою на наднирковій залозі.
Вимірювання лише альдостерону не вважається достатнім для діагностики первинного гіперальдостеронізму Навпаки, вимірюються як ренін, так і альдостерон, і результуюче співвідношення альдостерону до реніну (ARR) використовується для виявлення випадку. Високе співвідношення альдостерону до реніну вказує на наявність первинного гіперальдостеронізму. Діагноз встановлюється шляхом проведення тесту на пригнічення сольового розчину, амбулаторного тесту на сольове навантаження або тесту на пригнічення гідрокортизону.
Для цілей скринінгу запропоновано вимірювати концентрації натрію та калію одночасно в зразках сироватки та сечі. Розрахунок співвідношення натрію в сироватці крові до натрію в сечі до рівня калію в сироватці крові до рівня калію в сечі (SUSPUP) і співвідношень (натрію в сироватці крові до натрію в сечі до (калію в сироватці крові) 2 (SUSPPUP) забезпечує розраховані структурні параметри RAAS, які можна використовувати як статичну функцію тест Його результати мають бути підтверджені розрахунком ARR. 
Якщо первинний гіперальдостеронізм підтверджено біохімічно, КТ або інше поперечне зображення може підтвердити наявність аномалії надниркових залоз, можливо, аденоми кори надниркових залоз (альдостеронома), карциноми надниркових залоз, двосторонньої гіперплазії надниркових залоз або інших менш поширених змін. Результати візуалізації можуть зрештою призвести до інших необхідних діагностичних досліджень, таких як забір проб з надниркових вен, щоб з'ясувати причину. Нерідкі випадки, коли у дорослих є двосторонні джерела гіперсекреції альдостерону за наявності нефункціонуючої аденоми кори надниркових залоз, тому взяття проби з надниркової вени (AVS) є обов'язковим у випадках, коли розглядається операція. У випадках, коли AVS не в змозі забезпечити латералізацію джерела/джерел гіперсекреції альдостерону, варіантом є радіонуклідна візуалізація, така як сцинтиграфія NP-59 або ПЕТ/КТ з 11 C-метомідатом. Оскільки 11 C-метомідат неспецифічний для CYP11B1 / CYP11B2, пацієнт потребує попереднього лікування дексаметазоном для зниження експресії CYP11B1.
Діагноз найкраще встановлює відповідним чином підготовлений спеціаліст, хоча постачальники первинної медичної допомоги мають вирішальне значення для розпізнавання клінічних ознак первинного альдостеронізму та отримання перших аналізів крові для виявлення випадку. 

### Класифікація
Деякі люди використовують синдром Конна лише тоді, коли він виникає внаслідок аденоми надниркових залоз (типу доброякісної пухлини). На практиці, однак, терміни часто використовуються як синоніми, незалежно від основної фізіології.

### Диференційна діагностика
Первинний гіперальдостеронізм може бути імітований синдромом Ліддла та вживанням солодки та інших продуктів, що містять гліциризин. В одному випадку гіпертензія та квадрипарез виникли внаслідок отруєння безалкогольним пастисом (аперитивом зі смаком анісу, що містить гліциризинову кислоту).

## Лікування
Лікування гіперальдостеронізму залежить від основної причини. У людей з єдиною доброякісною пухлиною (аденомою) хірургічне видалення (адреналектомія) може бути виліковним. Зазвичай це виконується лапароскопічно через кілька дуже маленьких розрізів. Для людей з гіперплазією обох залоз успішне лікування часто досягається спіронолактоном або еплереноном, препаратами, які блокують рецептор альдостерону . Завдяки антиандрогенному ефекту терапія спіронолактоном може мати ряд побічних ефектів у чоловіків і жінок, включаючи гінекомастію та нерегулярні менструації. Ці симптоми виникають рідше при лікуванні еплереноном.
За відсутності лікування люди з гіперальдостеронізмом часто мають погано контрольований високий кров'яний тиск, що може бути пов'язано зі збільшенням частоти інсульту, захворювань серця та ниркової недостатності. При правильному лікуванні прогноз вважається сприятливим.
Есаксеренон, перший нестероїдний мінералокортикоїдний блокатор, був схвалений у 2019 році в Японії для лікування есенціальної гіпертензії. Фінеренон, препарат того ж класу, досяг третьої фази клінічних випробувань у 2020 році, але ще не розглядається для лікування гіпертонії. Що ще важливіше, інгібітори альдостеронсинтази наступного покоління увійшли в дослідницький конвеєр із CIN-107, який проходить Фазу 2 клінічних випробувань станом на 2021 рік

## Епідеміологія
У минулому з первинним альдостеронізмом вважалися менше 1 % пацієнтів з гіпертонічною хворобою. Пізніші дослідження виявили набагато вищу поширеність первинного альдостеронізму, до 12,7 % у первинній медичній допомозі та до 29,8 % у реферальних центрах. Дуже низькі показники дотримання скринінгових рекомендацій призводять до низького виявлення первинного альдостеронізму.

## Суспільство і культура
Фонд первинного альдостеронізму — це ініціатива, керована пацієнтами, спрямована на створення зміни парадигми, яка призведе до оптимальної діагностики та лікування первинного альдостеронізму шляхом підвищення обізнаності, сприяння дослідженням та надання підтримки пацієнтам та медичним працівникам у всьому світі.

## Епонім
Первинний гіперальдостеронізм ще називають Синдромом Конна на честь Джерома В. Конна (1907—1994), американського ендокринолога, який вперше описав цей стан в Мічиганському університеті в 1955 році